# Pârâul Romii
Pârâul Romii este un curs de apă, afluent al râului Romanu. 

## Hărți
- Harta Munților Parâng [nefuncțională – arhivă]